# Anton Wladimirowitsch Malyschew
Anton Wladimirowitsch Malyschew (russisch Антон Владимирович Малышев; * 24. Februar 1985 in Kolpino, Russische SFSR) ist ein russischer Eishockeyspieler, der seit Oktober 2014 beim HK WMF-Karelija in der Wysschaja Hockey-Liga unter Vertrag steht.      

## Karriere
Anton Malyschew begann seine Karriere als Eishockeyspieler in seiner Heimatstadt beim HK Spartak Sankt Petersburg, für dessen Profimannschaft er von 2005 bis 2007 in der Wysschaja Liga, der zweiten russischen Spielklasse, aktiv war. Im Laufe der Saison 2006/07 wechselte er zu dessen Ligarivalen Kristall Saratow, für den er in eineinhalb Spielzeiten auflief, ehe er im Sommer 2008 einen Vertrag beim HK Awangard Omsk aus der neu gegründeten Kontinentalen Hockey-Liga unterschrieb. Zwischen 2008 und 2011 war er Stammspieler in Omsk, ehe er im Mai 2011 vom HK Sibir Nowosibirsk verpflichtet wurde.
Im Januar 2013 wurde Malyschew gegen Dmitri Schitikow von Amur Chabarowsk eingetauscht. Für Amur absolvierte er bis Saisonende 14 KHL-Partien, ehe er zur folgenden Saison vom SKA Sankt Petersburg verpflichtet wurde. Von diesem wurde er vor allem in der zweiten Spielklasse beim HK WMF-Karelija eingesetzt.
Zu Beginn der Saison 2014/15 wechselte er im Rahmen von Tauschgeschäften mehrfach der Verein, ohne ein einziges Spiel zu absolvieren. Im Oktober 2014 kehrte er daher zum HK WMF zurück.

## KHL-Statistik
(Stand: Ende der Saison 2010/11)